# Bathin
Na demonologia, Bathin é o Duque (Grande Duque, de acordo com a Pseudomonarquia Daemonum) do inferno, que tem sob o seu comando, trinta legiões de demônios. Ele conhece as virtudes das pedras preciosas e ervas, e pode trazer homens subitamente de um país para outro.
Ele ajuda a alcançar uma projeção astral, e leva você, onde quer que você quer ir. 
Ele é retratado como um homem forte com a cauda de uma serpente, montado num pálido cavalo.

Outras características :
- Elemento - Ar
- Metal - Chumbo
- Planta - Visco[1]
- Cor de Vela  - Púrpura
- Carta de Tarô - 10 de Espadas

Outras ortografias : Bathym, Mathim, Marthim.